# Глогова (Горж)
Глогова (рум. Glogova) насеље је у Румунији у округу Горж у општини Глогова. Oпштина се налази на надморској висини од 245 m.

## Становништво
Према подацима из 2002. године у насељу је живело 2005 становника, од којих су сви румунске националности.

### Хронологија
| Година       | 1992 | 1993 | 1994 | 1995 | 1996 | 1997 | 1998 | 1999 | 2000 | 2001 | 2002 | 2003 | 2004 | 2005 | 2006 | 2007 | 2008 | 2009 | 2010 | 2011 | 2012 | 2013 | 2014 | 2015 | 2016 | 2017 |
| ------------ | ---- | ---- | ---- | ---- | ---- | ---- | ---- | ---- | ---- | ---- | ---- | ---- | ---- | ---- | ---- | ---- | ---- | ---- | ---- | ---- | ---- | ---- | ---- | ---- | ---- | ---- |
| Становништво | 1858 | 1850 | 1887 | 1885 | 1887 | 1884 | 1903 | 1884 | 1893 | 1897 | 1883 | 1900 | 1930 | 1927 | 1915 | 1923 | 1939 | 1934 | 1928 | 1915 | 1959 | 1940 | 1955 | 1954 | 1972 | 1941 |